# Radiant AI
Radiant AI — технология, разработанная Bethesda Softworks для серии игр The Elder Scrolls. Эта технология позволяет неигровым персонажам (NPC) принимать решения и делает их поведение более сложным по сравнению с прошлыми версиями. Технология была сделана для The Elder Scrolls IV: Oblivion, расширена в The Elder Scrolls V: Skyrim; также она используется в играх Bethesda Fallout 3, Fallout: New Vegas и Fallout 4.

## Технология
Технология Radiant AI, последняя версия которой использовалась при создании Skyrim, состоит из двух частей:

### Radiant AI
Система Radiant AI имеет дело с взаимодействием и поведением NPC. Это позволяет неигровым персонажам динамически реагировать и взаимодействовать с окружающим их миром. NPC даются общие цели, такие как «Поешь в этом городе в 2 часа дня», и они думают, как их достичь. Отсутствие индивидуального сценариев для каждого персонажа позволяет построить мир гораздо больших масштабов, чем в других играх, и помогает в создании того, что Тодд Говард назвал «органическим чувством» игры.

### Radiant Story
Система Radiant Story имеет дело с тем, как сама игра реагирует на поведение игрока, например, генерируя новые динамические квесты. Динамически генерируемые квесты помещаются в игре в тех местах, где игрок ещё не был, и связаны с более ранними приключениями.